# Sebastian Kallupura
Sebastian Kallupura (ur. 14 lipca 1953 w Kottiyoor) – indyjski duchowny rzymskokatolicki, w latach 2009–2018 biskup Buxar, w latach 2018–2020 arcybiskup koadiutor Patny, arcybiskup metropolita Patny od 2020.

## Życiorys
Święcenia kapłańskie przyjął 14 maja 1984 i został inkardynowany do diecezji Patna. Przez kilkanaście lat pracował duszpastersko na terenie diecezji, zaś po rocznych studiach z teologii duchowości został wice ekonomem, a następnie ekonomem diecezjalnym. W kolejnych latach kierował archidiecezjalnymi centrami społecznymi.
7 kwietnia 2009 został prekonizowany biskupem Buxar. Sakry biskupiej udzielił mu 21 czerwca 2009 jego poprzednik i ówczesny arcybiskup Patny, William D’Souza.
29 czerwca 2018 otrzymał nominację na arcybiskupa koadiutora Patny, zaś po przejściu abp. D'Souzy na emeryturę (9 grudnia 2020) objął rządy jako arcybiskup metropolita.